# Amo tutte le donne
Amo tutte le donne (Ich liebe alle Frauen) è un film del 1935 diretto da Carl Lamac che ha come interprete principale il famoso cantante Jan Kiepura, qui impegnato in un doppio ruolo a fianco di Lien Deyers e Inge List.

## Trama
Il famoso cantante Jan Morena assomiglia in maniera impressionante a Edi Jaworski, un commesso, tanto da poter passare per lui. Così, un giorno, il cantante - che dovrebbe incontrare un importante impresario americano - non volendo recarsi all'appuntamento, convince il proprio agente a mandare Edi al suo posto. Edi conosce e si innamora di Camilla, quella che lui crede essere la figlia dell'impresario ma che, in realtà, è la figlia di un ricco grossista di cetrioli. Nel frattempo, anche Morena si innamora di una ragazza, la bella Susi, figlia del proprietario del negozio dove lavora Edi.

## Produzione
Il film fu prodotto dalla Cine-Allianz Tonfilmproduktions GmbH e dall'Universum Film (UFA).

## Distribuzione
Distribuito dalla Universum Film (UFA), fu presentato a Berlino il 30 agosto 1935, lo stesso giorno del rilascio del visto di censura. In Finlandia, la pellicola uscì in sala il 13 ottobre 1935; in Danimarca, dove prese il titolo Jeg elsker alle Kvinder, il 14 ottobre e, in Ungheria, il 15 ottobre, ribattezzata Minden nőt szeretek. In Austria, fu distribuita nel 1936 dalla Kiba Kinobetriebsanstalt. In Spagna, il film venne presentato prima a Barcellona (gennaio 1936) e quindi a Madrid (febbraio 1936). In Italia, fu distribuito dalla Grandi Film S.A. ottenendo il 30 novembre 1935 il visto di censura 29072.
Ne venne fatta una riedizione per il mercato austriaco che uscì il 19 novembre 1949.
Nel 2017, sono usciti dei DVD del film, pubblicati dalla Edel Media & Entertainment e dalla Icestorm Entertainment.